# Sedge Island
Sedge Island är en ö i territoriet Falklandsöarna (Storbritannien). Den ligger i den nordvästra delen av landet. Arean är 3,8 kvadratkilometer.
Terrängen på Sedge Island är mycket platt. Öns högsta punkt är 26 meter över havet. Den sträcker sig 1,6 kilometer i nord-sydlig riktning, och 5,1 kilometer i öst-västlig riktning. På ön finns hed och ett flygfält.